# Resfriamento regenerativo (astronáutica)
O termo Resfriamento regenerativo, usado no contexto de projeto de motores de foguete 
que usem combustíveis líquidos, se refere a configuração na qual todo ou parte do combustível, é forçado a circular entre as
paredes da câmara de combustão para resfriá-la.
Em geral, a alimentação é feita de forma indireta. Um sistema de bombas, força o combustível, ou algumas vezes o oxidante, através de um conjunto 
de tubos, jaquetas, ou outro artifício do gênero, de forma que ele circule ao redor do corpo da câmara de combustão entre as paredes interna e externa, 
evitando que ela derreta devido as altas temperaturas em que trabalha.

## Histórico
Em 1857, Carl Wilhelm Siemens introduziu o conceito de resfriamento regenerativo. Em 10 de maio de 1898, James Dewar usou o resfriamento regenerativo para se tornar o primeiro a liquefazer estaticamente o hidrogênio. O conceito de resfriamento regenerativo também foi mencionado em 1903 em um artigo de Konstantin Tsiolkovsky. Robert Goddard construiu o primeiro motor refrigerado regenerativamente em 1923, mas rejeitou o esquema por ser muito complexo. Um motor refrigerado regenerativamente foi construído pelo pesquisador italiano Gaetano Arturo Crocco em 1930. Os primeiros motores soviéticos a empregar a técnica foram o OR-2 de Friedrich Zander testado em março de 1933 e o ORM-50, testado em bancada em novembro de 1933 por Valentin Glushko. O primeiro motor alemão deste tipo também foi testado em março de 1933 por Klaus Riedel no VfR. O cientista austríaco Eugen Sänger ficou particularmente famoso por experimentos com resfriamento de motores a partir de 1933; no entanto, a maioria de seus motores experimentais eram refrigerados a água ou por um circuito extra de propelente.

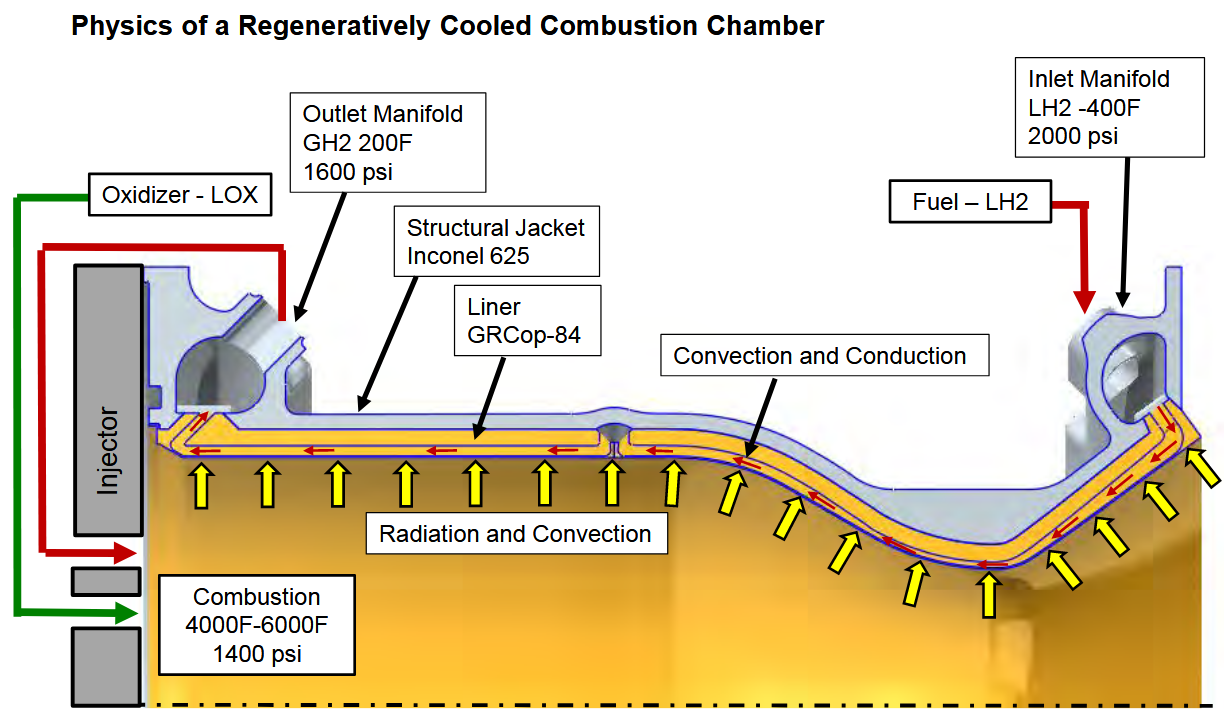
Física de uma câmara de combustão com resfriamento regenerativo de um motor-foguete (LH2/LOX).

O motor de foguete V-2, o mais potente de sua época com 25 toneladas (245 kN) de empuxo, foi resfriado regenerativamente, em um projeto de Walter Thiel, por combustível bombeado do lado de fora da câmara de combustão entre a própria câmara de combustão e uma casca externa que se conformava à câmara e estava separada por alguns milímetros. Este projeto foi considerado insuficiente para resfriar a câmara de combustão devido ao uso de aço para a câmara de combustão, e um sistema adicional de linhas de combustível foi adicionado do lado de fora com conexões através de ambas as carcaças da câmara de combustão para injetar combustível diretamente na câmara em um ângulo ao longo da superfície interna para resfriar ainda mais a câmara em um sistema chamado resfriamento de filme. Esse projeto ineficiente exigia a queima de álcool diluído em baixa pressão na câmara para evitar o derretimento do motor. O motor americano Redstone usou o mesmo design.

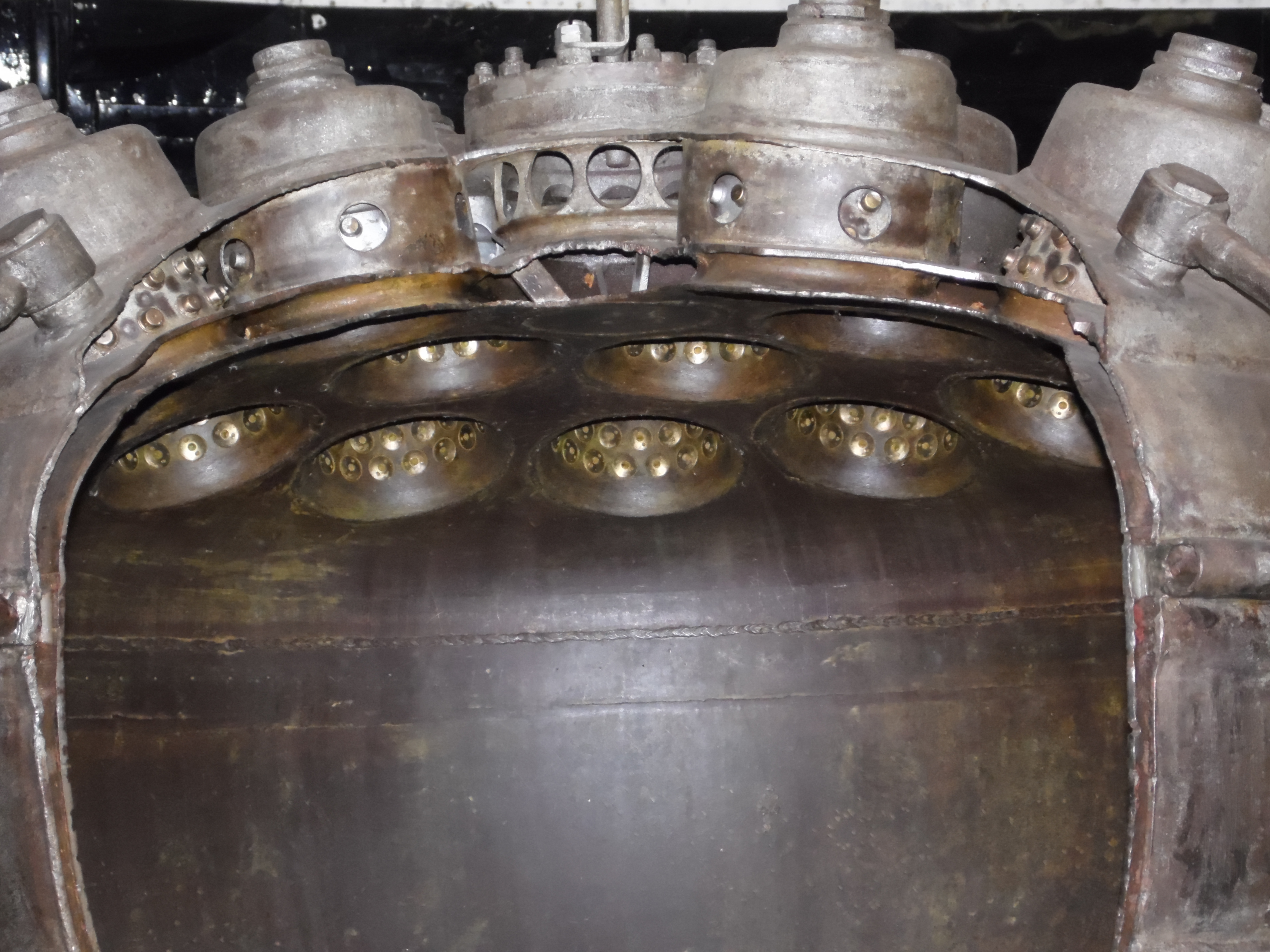
Construção de parede dupla de um motor de foguete V2.

Uma inovação importante no resfriamento regenerativo foi o motor soviético U-1250 projetado por Aleksei Mihailovich Isaev em 1945. Sua câmara de combustão foi revestida com uma fina folha de cobre suportada pela parede de aço corrugado da câmara. O combustível fluia pelas ondulações e absorvia o calor com muita eficiência. Isso permitiu combustíveis mais energéticos e pressões de câmara mais altas, e é o plano básico usado em todos os motores russos desde então. Os motores americanos modernos resolvem esse problema revestindo a câmara de combustão com tubos de liga de cobre ou níquel soldados (embora motores recentes como o RS-68 tenham começado a usar a técnica russa, que é mais barata de construir). O estilo americano de revestir o motor com tubos de cobre é chamado de "construção espaguete", e o conceito é creditado a Edward A. Neu da Reaction Motors Inc. em 1947.